# Waterloo (villa)
Waterloo es una villa situada en el condado de Seneca, estado de Nueva York, Estados Unidos. Tiene una población estimada, a mediados de 2023, de 4704 habitantes.
Es la sede del condado.

## Geografía
La localidad está ubicada en las coordenadas 42°54′17″N 76°51′32″O / 42.90472, -76.85889 (42.904586, -76.859023).

## Demografía
Según la estimación 2018-2022 de la Oficina del Censo, los ingresos medios de los hogares de la localidad son de $65,712 y los ingresos medios de las familias son de $74,899. Alrededor del 11.4% de la población está por debajo de la línea de pobreza.